# 2007년 남북 열차 시험운행

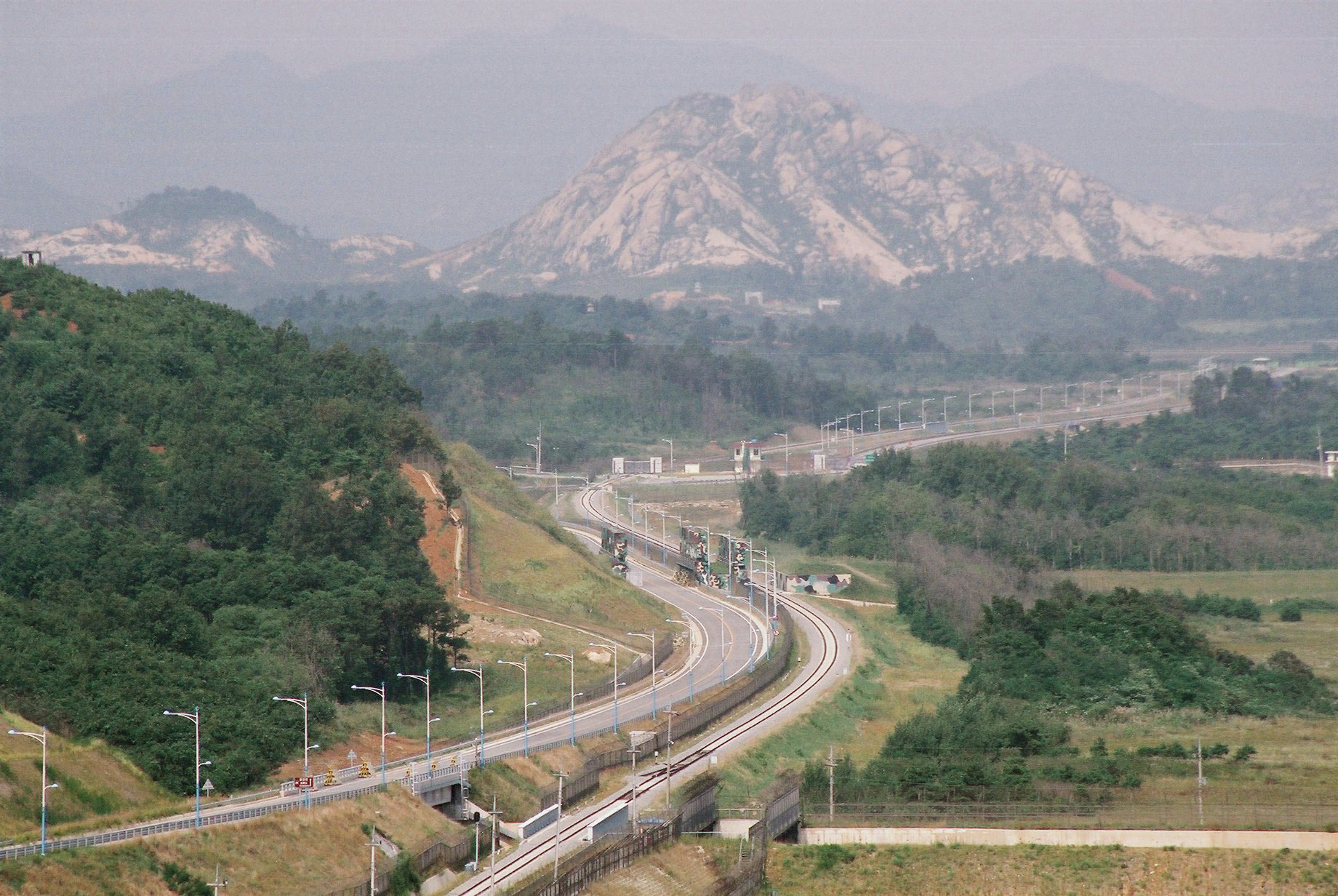
통일전망대에서 바라본 연결된 동해북부선. 북측의 열차는 제진역으로 남하하여 행사일정후 북쪽으로 돌아갔다.

2007년 남북 열차 시험운행은 2007년 5월 17일에 대한민국 정부와 조선민주주의인민공화국 정부가 합의하에 각각 두 구간에 휴전선을 넘어 열차를 직결 운행한 사건을 일컫는다. 조선민주주의인민공화국측에서는 북남 렬차 시험운행이라고 한다.
대한민국과 조선민주주의인민공화국에는 분단이후 철도는 단절되어, 한때 대륙철도의 한 축이었던 대한민국의 경의선, 경원선은 수도권 외곽지역의 미미한 여객수요를 처리하는 지선으로 전락하고 말았다. 북한의 상황도 크게 다르지 않아서 경원선 구간중 안변-군사분계선 구간이 강원선으로 분리되었으며, 경의선은 평양-신의주, 평양-부산(실질적으로 개성)으로 운행체계가 변경되어 선로이름도 각각 평의선, 평부선으로 개칭되었다. 남북한 대화및 교류는 분단이후 종종 있었던 일이지만, 철도를 이용하지는 않았다.
남북관계의 전환점은 김대중의 김대중 정부 집권 당시였는데, 대통령이 직접 평양을 방문해 정상회담을 열어 615 공동선언을 하는 데에 이르렀다. 이후에 우선 경의선 복원이 합의되었으며, 예정보다 이르게 동해선 또한 복원되었다. 하지만 실질적 열차운행은 이루어지지 않았다. 금강산 관광에 육로를 이용하는 등 도로 교통은 합의가 있었지만 철도는 합의가 이루어지지 않았기 때문이었다. 첫 열차 시험운행이 예정된 2006년은 북한정부가 핵개발을 공식적으로 시인한 때여서 남북관계가 또다른 접점에 들어있던 상황이었다. 이러한 상황에도 2006년 5월 25일에 열차 시험운행이 예정되었지만, 북측의 전날 통보로 이루어지지 못했다.
이후 북핵문제가 해결되지 않은 상황에서 대한민국 정부는 열차 시험운행을 재추진하였다. 남한정부는 경공업 물자 제공을 하는 전제에 지하자원 개발권을 갖기로 합의했다. 하지만 2·13 합의를 이행하지 않으면 지원이 어렵다고해 북핵문제와 연계하였다. 이에 따라 남한에는 시험운행을 위해 만반의 준비를 가하였다.
시험운행 당시 거의 모든것은 예정대로 진행되었으며, 여러 언론들의 집중취재 대상이 되었다. 이에 비해 북측에서는 상대적으로 냉담한 상반된 분위기였다.

## 배경
대한민국에는 김대중 정부의 설립 이후 햇볕정책이 대북정책으로 쓰이기 시작했으며, 이에 따라 2000년 남북 정상 회담이 성사돼 6·15 남북 공동선언이 발표되었다. 이후 남북교류는 급물살을 타 금강산관광의 추진이 빨라지고, 개성공단의 건설또한 적극적으로 논의되었다.

### 경의선 철도 연결
남북은 2000년 7월 31일 장관급회담에서 먼저 경의선 철도 연결에 합의하였다. 이후 동년 9월 18일에 경의선 철도 연결 기공식이 있었으며, 2001년 12월 31일에는 비무장지대 이남 남측구간이 완료되고, 2002년 9월 18일 남북 구간 연결 착공을 하였다. 동년 12월 31일에 도라산역 인근 남측구간이 모두 복원되었으며, 비로서 2003년 6월 14일에 완전히 연결되어 당일 연결행사를 가졌다.

### 동해북부선 철도 연결
한편 2019년에 연결하기로 하였던 동해북부선은 협의에 의해 예상 일정보다 상당히 빨리 착공되어 2004년 4월 17일에 군사분계선을 건너는 선로가 복원되었으며, 남북출입사무소인 제진역까지는 2005년 12월에 완료하였다. 이에 따라 실질적인 열차운행만을 남겨두게 되었다. 비무장 지대를 넘는 도로 교통의 경우는 남북한 정부 사이의 임시적 합의를 통해 이루어질 수 있었지만, 철도교통의 경우는 합의가 없었던 상태였다.

### 예정되었던 2006년 열차 시험운행
2006년 4월 21일과 23일사이에 남북은 제18차 장관급회담을 열어 열차시험운행 및 도로, 철도 개통문제에 대해 제12차 경추위를 5월에 개최하여 협의하기로 하고, 5월 11일~12일 경의선 및 동해선 동시 열차시험운행 실시하기로 실무접촉을 하였다. 하지만 북은 예정 시험운행 전날 실무접촉 북측단장 (박정성) 명의로 취소통보를 하는 바람에 열차 시험운행은 성사되지 못했다. 예정 전날 북측은 전화를 통해 취소 사유를 군사 보장 미이행과 불안한 남측 정세라고 하였으며, 군부의 반발이 주원인으로 지목되었다. 군부가 협상에서 더 많은 것을 얻기위한 것이라는 추측등이 있지만, 정확한 원인은 밝혀지지 않았다. 개성역 정비작업과 북측구간 철도 점검을 위해 열차가 왕복하는 모습, 그리고 북측 당국자들의 언행을 보아 시험운행 중단 통보가 온 5월 23일전에는 운행이 무산될 수도 있다는 징후가 나타나지 않았다.

### 재운행을 위한 노력
이후 남북은 2007년 4월 22일 오전 고려호텔에서 제13차 남북경제협력추진위원회(경협위) 종결회의를 열고 이 같은 내용을 골자로 하는 10개항의 합의문을 채택했다. 이 합의문의 내용에는 1년전에 취소되었던 열차 시험운행을 재추진 한다는 내용이 들어있었다. 이 실무접촉에서는 그 뿐만 아니라 북조선의 자원 개발권을 전제로 남한이 당시 8000달러 가량의 경공업 원자제를 제공하기로 하였다. 쌀 40만톤 또한 5월 말에 지원하기로 남측은 약속했는데, 북측이 2·13 합의 이행에 나서지 않으면 쌀 지원이 어렵다는 조건을 걸어 핵사태와 종속시켰다.
동년 5월 8일에서 5월 11일에 판문점 북측지역 통일각에서 이루어진 제5차 남북장성급군사회담에서 남북열차시험운행의 군사보장합의서를 타결및 발효시키고, 5개항의 공동보도문을 합의하였다. 또한 도로, 철도 통행의 군사보장합의서 체결문제를 협의함에 따라 상시 운행도 보장할 수 있게 되었다.

## 준비
정상운행을 위해 궤도 검측차에 의한선로 검측을 실시하고 기관차 운행시험에 이르기까지 열차운행 전반에 걸쳐 실시하였다. 이는 남북 공동으로 진행되었으며, 분계역인 도라산-판문과 감호-제진 사이의 송수신 시험 또한 완료되었다.
문산-개성 구간은 26.8킬로미터였으며, 금강산-제진 구간은 비슷한 25.5킬로미터였다.
탑승인원은 남북측 고위급 인사와 일반 초청객을 합해 총 300명 이었으며, 남측 200명과 북측 100명이었다. 유명 탑승객중에는 리영희, 시인 고은, 문익환의 부인 박용길, 탤런트 고은아 등이 있었다.
남측승객은 버스를 이용해 금강산역으로 이송되었으며, 인근 학교의 학생들이 출발전 남측 대표단을 맞았다.

## 시험운행 당일
시험 운행은 2구간에서 동시에 이루어졌다. 철도 신호는 연동폐색식을 사용하였다.
열차는 당일 오전 11시 30분에 각각 문산역과 금강산역을 떠나 목적지로 향했다. 군사분계선 또한 모두 비슷한 시간인 12시 15분 경에 통과하였다. 북측구간에서는 좋지않은 선로 사정 때문에 시속 40킬로미터 이하의 속력을 낼 수밖에 없었다.
한편 이날 오전에는 납북자 단체 회원 5명이 시험운행 취소를 요구해 코란도 자동차로 경의선 철도 기념식장을 점거하려 하였으나, 경찰의 진압으로 인근 지구대로 이송된 바가 있다. 단체는 납북자 문제 해결 촉구를 위해 기습시위를 준비했었다.

### 대한민국

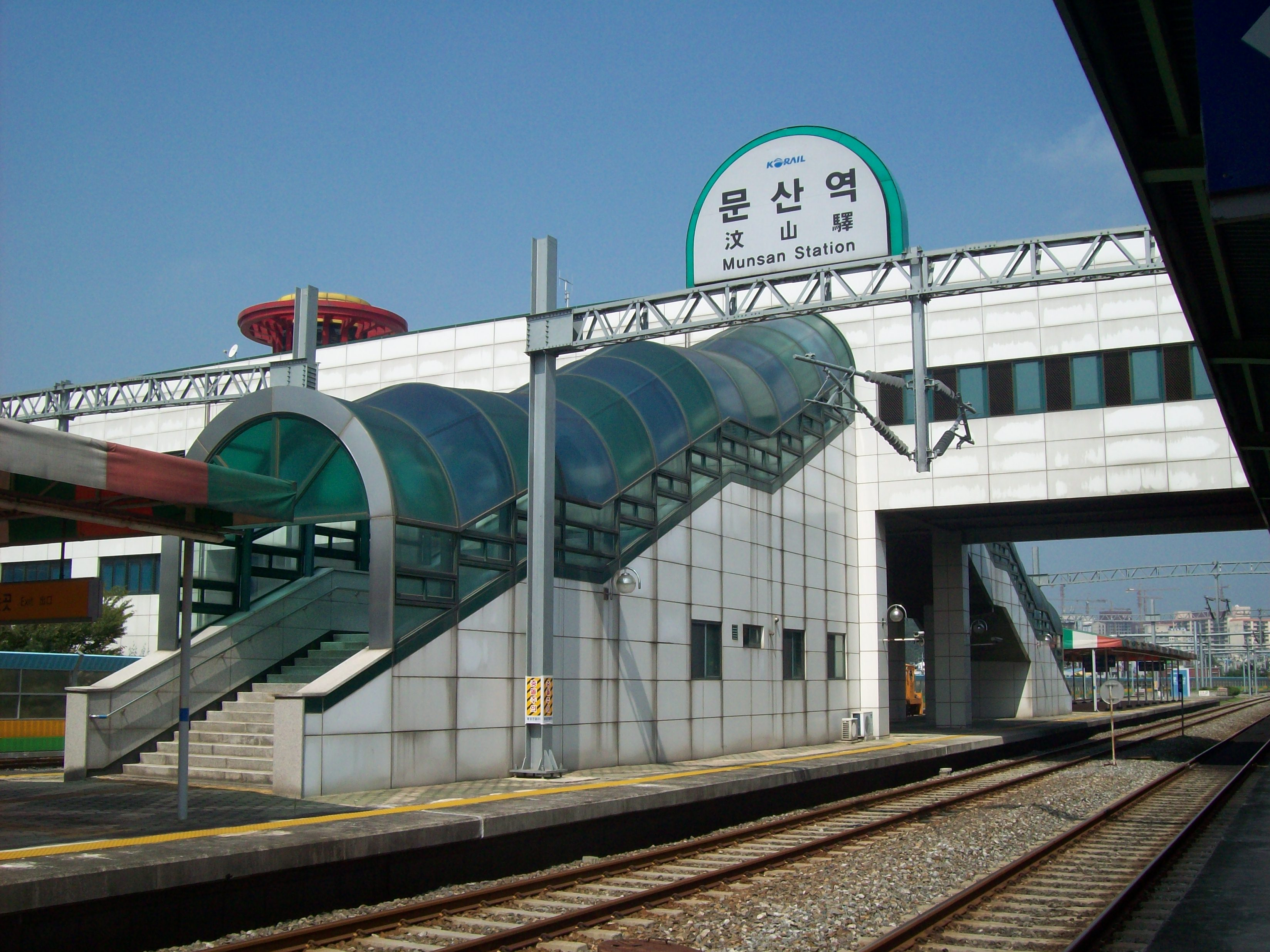
남측 열차가 출발한 경의선 문산역

시험운행일에 사용된 편성은 디젤전기기관차 1량(7435호), 새마을호 객차 4량, 발전차 1량 등 모두 6량 1편성이었다. 초청객 150명(남측 100명, 북측 50명) 을 태운 열차가 문산역을 출발해 도라산역을 거쳐 휴전선을 넘고 판문역, 손하역을 지나 개성역에 도달하였다.

### 조선민주주의인민공화국

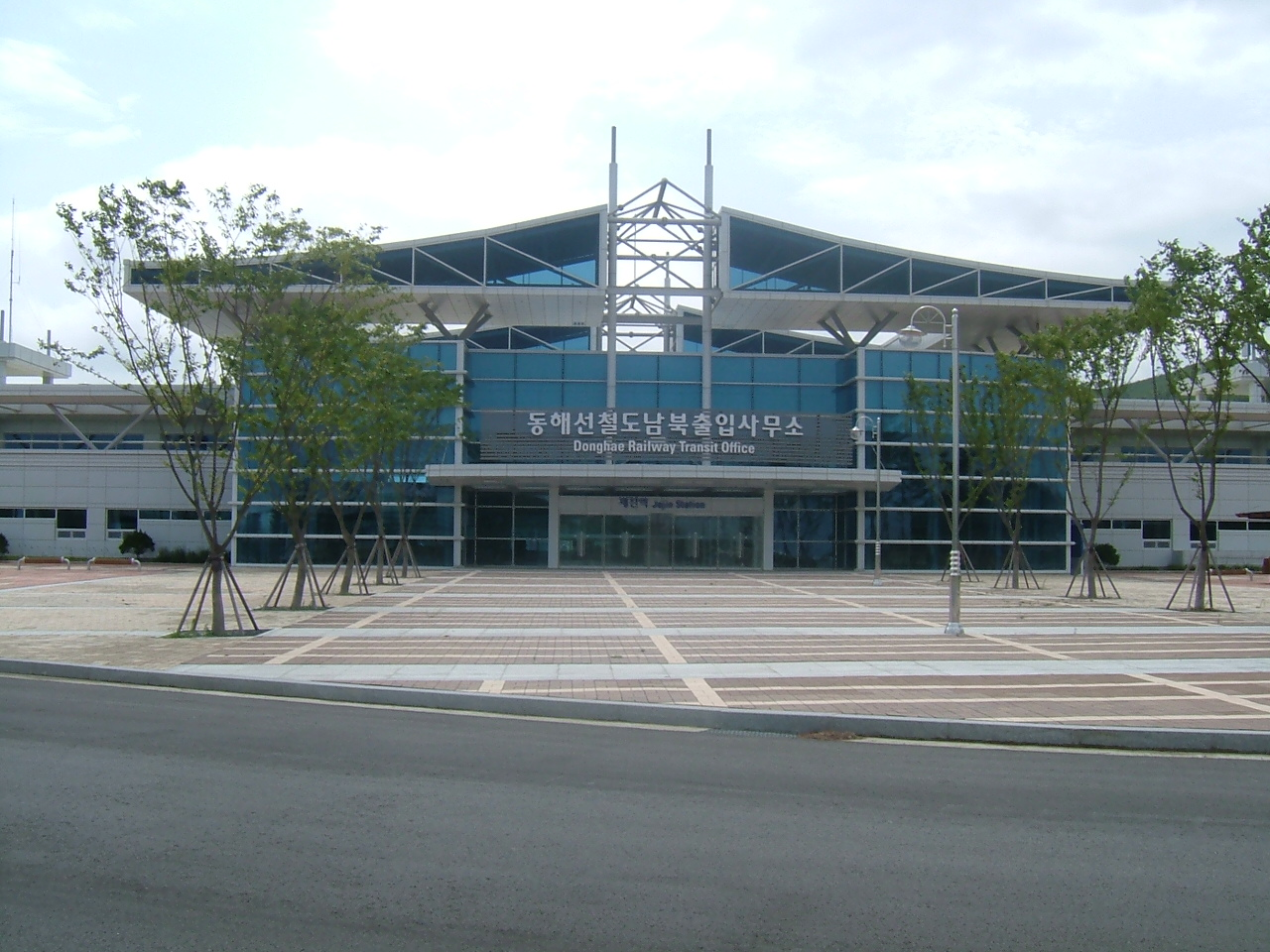
북측 열차가 도착한 제진역 전경

조선민주주의인민공화국에서는 내연기관차라는 객차형 기관차를 이용해 금강산역에서 미리 대기하고 있던 남측 및 북측 승객을 태우고 휴전선을 건너 제진역에 도착했다.
북측 열차는 로근찬 기관사 등 4명, 남측 열차는 신장철 기관사(한국철도공사 서울기관차승무사무소) 등 2명이 운전하였다.

## 이후
2007년 남북 열차 시험운행 이후 1회성 행사에 지나지 않고 남북관계및 교류를 활성화하는 데에 이용해야 한다는 의견이 있었다.
시험운행 이후 서울-평양 정기열차, 시베리아 횡단철도와 연결, 금강산 관광에 철도를 이용하는 것 등이 거론되었다. 하지만 북측 선로상태와 여러 난제로 실행되지는 못했다. 그렇지만 어느 정도 시험운행 이후 문산-개성공단간 화물열차가 2008년 11월 남북관계 경색 이전까지 운행되었다.

## 평가
2007년 남북 열차 시험운행은 여러 가지 의의가 있지만, 집단이나 국가에 따라 다양한 평가가 존재한다.
조선일보, 동아일보 등 대한민국 내 신문들은 분단 후 처음으로 열차 시운행을 했다는 의의를 두면서도 시운행까지 든 비용과 사상의 차이를 강조했으며, 북측에서는 별다른 행사가 없었다고 보도했다. 하지만 국민일보, 서울신문 등은 각사의 사설에서 일회성 이벤트이지만 분단이후 열차가 운행된 것에 의미를 부가했다.
대한민국의 정치권에서는 여야 모두 시험운행을 역사적인 사건이라는 데에 의견을 모았다. 하지만 한나라당 대변인은 대북정책이 "과속탈선"하는 일이 없어야 할 것이라고 하였다.
미국내 주요 언론인 뉴욕타임즈, 워싱턴 포스트, 워싱턴 타임스, 로스엔젤레스 타임스, 월스트리트 저널은 비록 다루는 비중은 달랐지만, 공통적으로 군사분계선을 넘는 열차 시험운행이 가지는 상징적 의미에 큰 비중을 부여했다. 이외 AP 통신사, BBC 또한 짧지만 분단이후 처음으로 이루어진 열차운행에 상징적 의미가 크다고 하였다.

## 같이 보기
- 햇볕정책
- 남북통일
- 한반도 군사 분계선
- 동해선
- 경의선
- 금강산선
- 북핵문제
- 육자 회담